# Мидл-Ривер (Миннесота)
Мидл-Ривер (англ. Middle River) — город в округе Маршалл, штат Миннесота, США. На площади 1,3 км² (1,3 км² — суша, водоёмов нет), согласно переписи 2002 года, проживают 319 человек. Плотность населения составляет 247,1 чел./км².
- Телефонный код города — 218
- Почтовый индекс — 56737
- FIPS-код города — 27-41912[1]
- GNIS-идентификатор — 0647816[2]